# دایهاتسو راکی
دایهاتسو راکی (Daihatsu Rocky) خودرویی است که در سال‌های ۱۹۸۷ تا ۱۹۹۸تولید شده‌است.
این خودرو در کلاس مینی اس‌یووی قرار گرفته، طراحی آن موتور جلو، توزیع نیروی پیشران، خودرو چهار چرخ محرک بوده است.